# Luciobarbus subquincunciatus
Luciobarbus subquincunciatus, deutsch selten „Leopard-Barbe“ (übersetzt nach dem englischen: leopard barbel) genannt, ist eine seltene Fischart der Karpfenfische aus dem Einzugsgebiet der Flüsse Euphrat und Tigris im Irak, Iran, Syrien und der Türkei.

## Merkmale
Luciobarbus subquincunciatus erreicht eine Körperlänge von 45,7 Zentimeter, eine mögliche Länge von bis zu 60 Zentimeter wird vermutet. Die Art ist von den verwandten Arten unterscheidbar und fast unverkennbar durch ihre Färbung: Der gesamte Körper, einschließlich Kopf mit Lippen und Barteln sowie die Flossen, tragen ein Muster aus etwa augengroßen schwarzen Flecken auf hellem, grün- bis bräunlichgelbem Grund. Die Flecken sind teilweise beinahe wie die fünf Punkte der Ziffer fünf auf einem Würfel angeordnet, Quincunx genannt, darauf geht der vom Erstbeschreiber vergebene Artname zurück. Andere Arten der Gattung sind nur als Jungfische braun gefleckt.
Morphologische Merkmale sind: Rückenflosse mit drei bis vier freien und acht verbundenen Flossenstrahlen, Afterflosse mit drei freien und fünf verbundenen Flossenstrahlen, Brustflosse mit 14 bis 18, Bauchflosse mit 7 Flossenstrahlen. Der freie, letzte und längste Strahl der Rückenflosse ist dornartig verstärkt und auf ganzer bis drei Viertel seiner Länge gezähnt. Die Zahl der Schuppen an der Seitenlinie beträgt 75 bis 88. Kiemenreusendornen etwa zehn bis dreizehn, dreieckig mit breiter Basis. Gaumenzähne in drei Reihen, je Reihe zwei bis vier, meist drei, die Zähne der inneren Reihe vergrößert. Der Mund ist halbmondförmig und eher nach unten gerichtet, mit ausgeprägten, fleischigen Lippen und zwei Paar recht dicken Barteln.

## Biologie
Die Fischart lebt in den Flüssen Euphrat und Tigris und einigen mit den Flüssen verbundenen Feuchtgebieten, teilweise wurde sie in Flussstauseen gefunden. Zur Biologie der Art ist wenig bekannt. Erschlossen nach der Zahnform und nach einigen analysierten Mageninhalten wird Ernährung vor allem spezialisiert auf Mollusken angenommen. Nach einer Untersuchung von Tieren aus der Hammar-Marsch im südöstlichen Irak sind die Fische aber Allesfresser. Die Art bevorzugt eher langsam fließende (lenitische), aber sauerstoffreiche Gewässerabschnitte. Sie ist Kieslaicher.
In der Roten Liste der IUCN wird eine Generationszeit von acht Jahren angegeben.

## Verbreitung, Gefährdung
Luciobarbus subquincunciatus ist eine selten gefundene Art. Eine Nutzung in Aquakultur ist im Iran erwogen worden, wurde aber wegen der Seltenheit nicht durchgeführt. Die Fische werden bei der Fischerei auf andere Barbenarten mitgefangen, sind aber ökonomisch für die Fischerei bedeutungslos. Im Tigris ist die Art einer von fünf Vertretern seiner Gattung.
Die Fischart gilt nach der Roten Liste der Weltnaturschutzunion IUCN als global vom Aussterben bedroht (critically endangered, Einschätzung von 2013), mit abnehmendem Bestandstrend. Letzter Fundort im Iran ist der Gotvand-Stausee am Fluss Karun. Letzter publizierter Fundort im Irak ist die Darbandichan-Talsperre (am Tigris-Zufluss Diyala). In der Türkei kommt er im Tigris vor, wo der Bestand als durch den Ilısu-Staudamm bedroht gilt, nachdem die Art durch Überfischung und Wasserverschmutzung schon vorher stark zurückgegangen war. Ein weiterer älterer Fund stammt aus dem Euphrat bei Birecik.

## Taxonomie
Die Art wurde von Albert Günther 1868 als Barbus subquincunciatus erstbeschrieben nach einem Museumsexemplar unklarer Herkunft, von dem er nach Vergleichsmaterial annahm, es stamme aus Mesopotamien. Sie wurde lange Zeit in einer weit gefassten Gattung Barbus geführt, bis diese nach morphologischen, später auch genetischen Untersuchungen aufgesplittet wurde. Die Gattung Luciobarbus umfasst südlich verbreitete Arten, mit einem disjunkten Verbreitungsgebiet auf der Iberischen Halbinsel (Spanien und Portugal), in Nordafrika und in Vorderasien. Nach genetischen Daten steht die Art innerhalb der Gattung relativ isoliert.